# 高橋芳郎 (中国史学者)
高橋 芳郎（たかはし よしろう、1949年8月31日 - 2009年3月22日）は、日本の中国史学者。
宮城県栗原郡一迫町（現・栗原市）出身。宮城県築館高等学校卒、1972年東北大学文学部東洋史学科卒、1975年同大学院文学研究科博士課程中退、北海道大学文学部助手、1983年名古屋大学教養部講師、同助教授、1989年北海道大学文学部助教授、同教授、文学研究科教授。2002年「宋-清身分法の研究」で東北大学文学博士。 

## 著書
- 『宋-清身分法の研究』北海道大学図書刊行会 2001
- 『宋代中国の法制と社会』汲古書院 2002
- 『訳注『名公書判清明集』戸婚門 南宋代の民事的紛争と判決』創文社 2006
- 『名公書判清明集 官吏門・賦役門・文事門 訳注』北海道大学出版会 北海道大学大学院文学研究科研究叢書 2008
- 『黄勉斎と劉後村 南宋判語の訳注と講義』北海道大学出版会 2011

共編
- 『伝統中国判牘資料目録』三木聰、山本英史共編 汲古書院 2010